# Penco
Penco is een gemeente in de Chileense provincie Concepción in de regio Biobío. Penco telde 47.367 inwoners in 2017 en heeft een oppervlakte van 108 km².

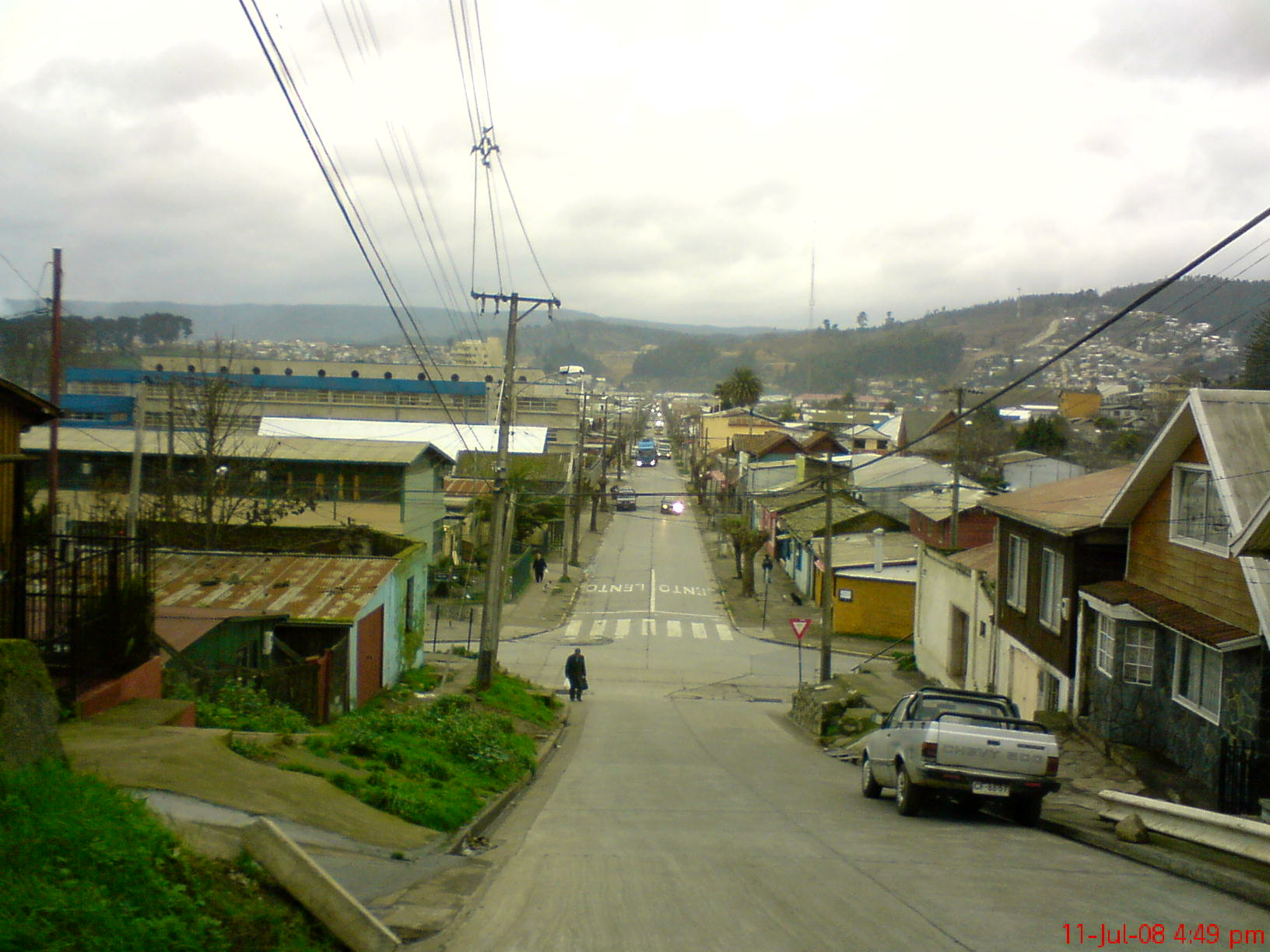
Straat in Penco

- Library of Congress Control Number: no97041577
- Nationale Bibliotheek van Israël: 987007542980005171
- Virtual International Authority File: 130495218